# Mercedes-Benz Classe GLA (Type 156)
 (février 2016).
Si vous disposez d'ouvrages ou d'articles de référence ou si vous connaissez des sites web de qualité traitant du thème abordé ici, merci de compléter l'article en donnant les références utiles à sa vérifiabilité et en les liant à la section « Notes et références ».
La Mercedes-Benz Classe GLA Type 156 est un crossover urbain produit et commercialisé par le constructeur automobile allemand Mercedes-Benz de 2014 à 2020. La Type 156 est la première génération de la Classe GLA.

## Historique
- 2014 : lancement du X156.
- Début 2017 : lancement de la phase II.
- Début 2020 : arrêt de la production.

### Phase 1

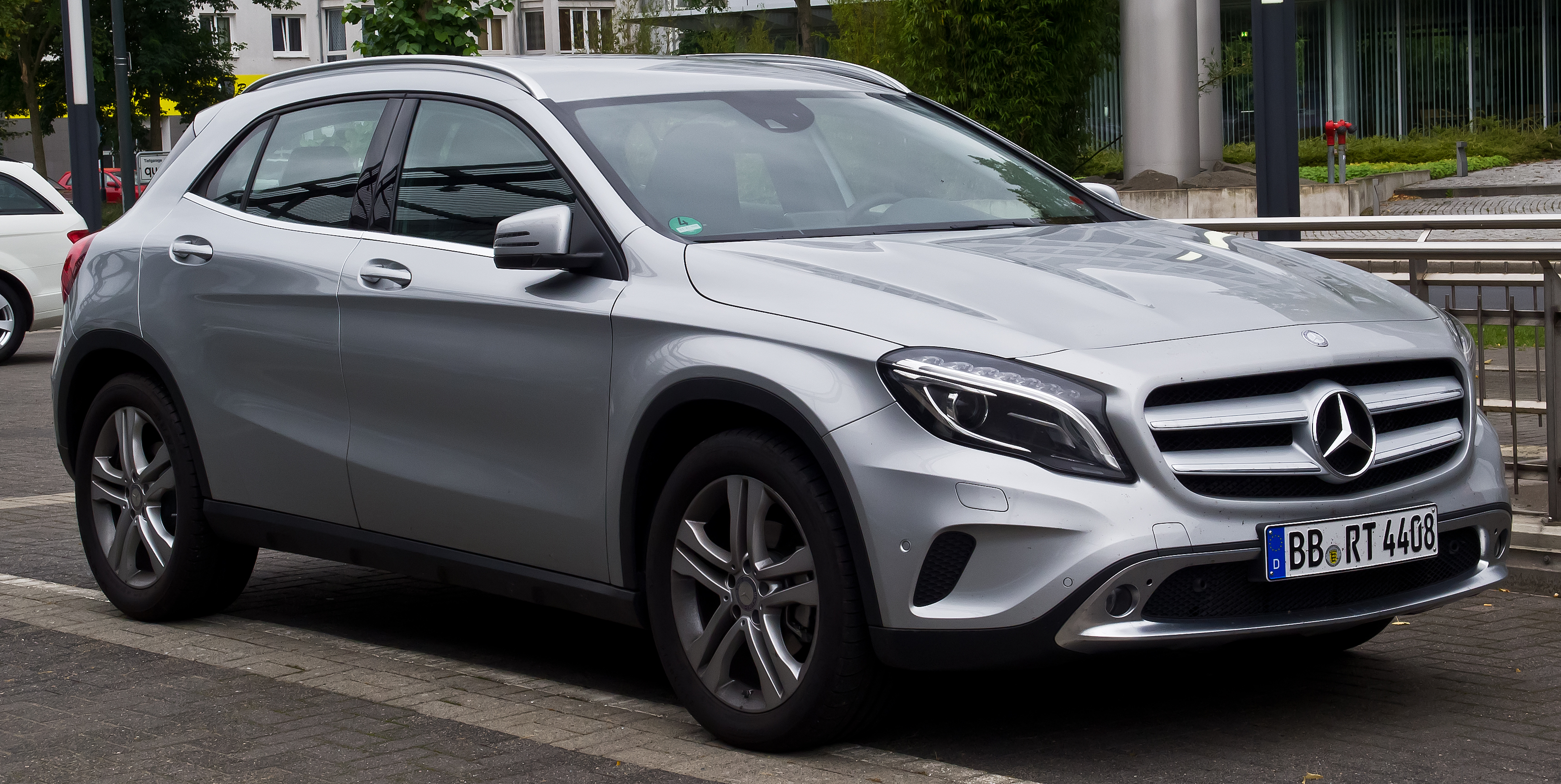
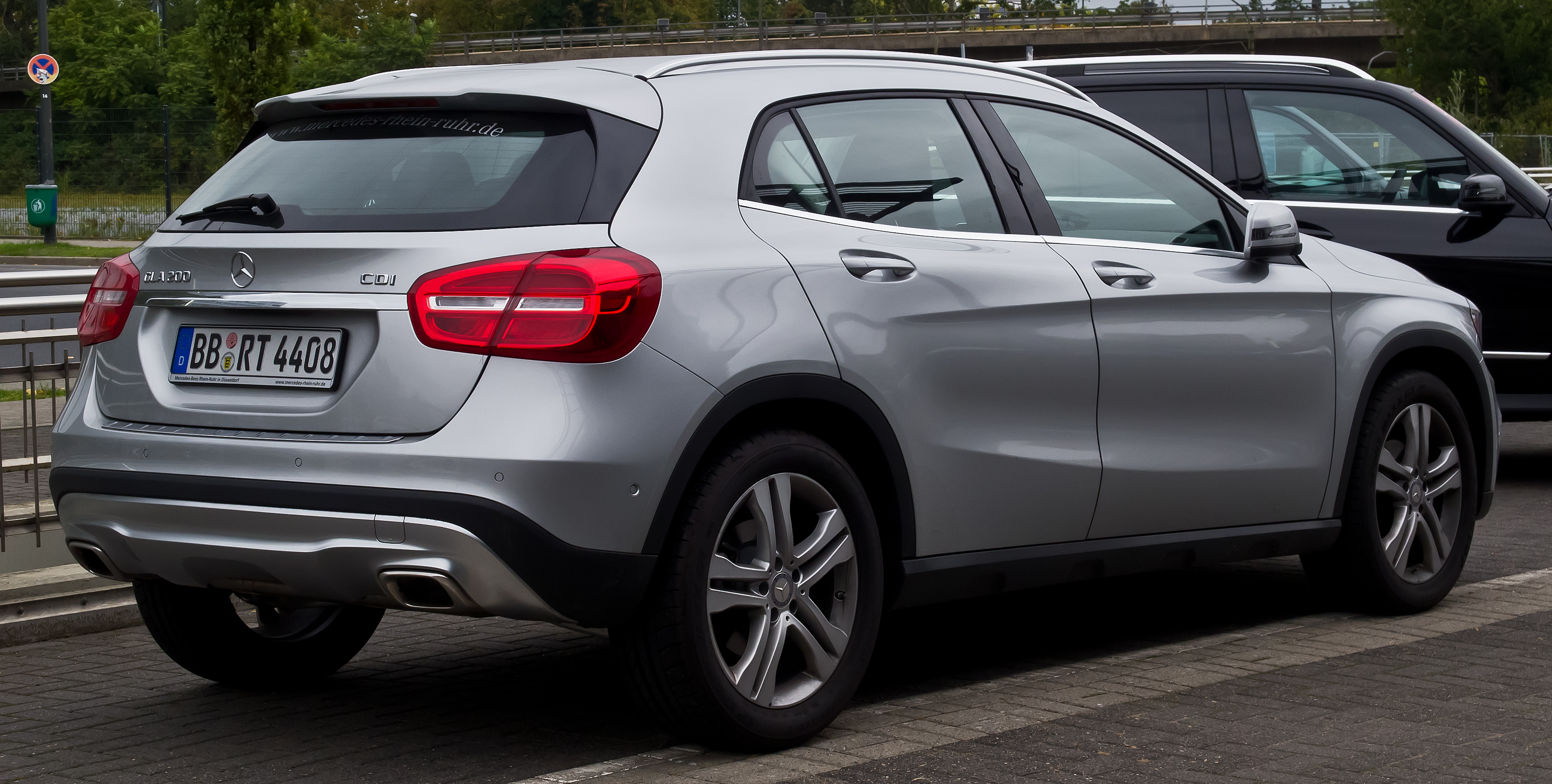

Produite de 2014 à début 2017.

### Phase 2
Produite de début 2017 à début 2020.

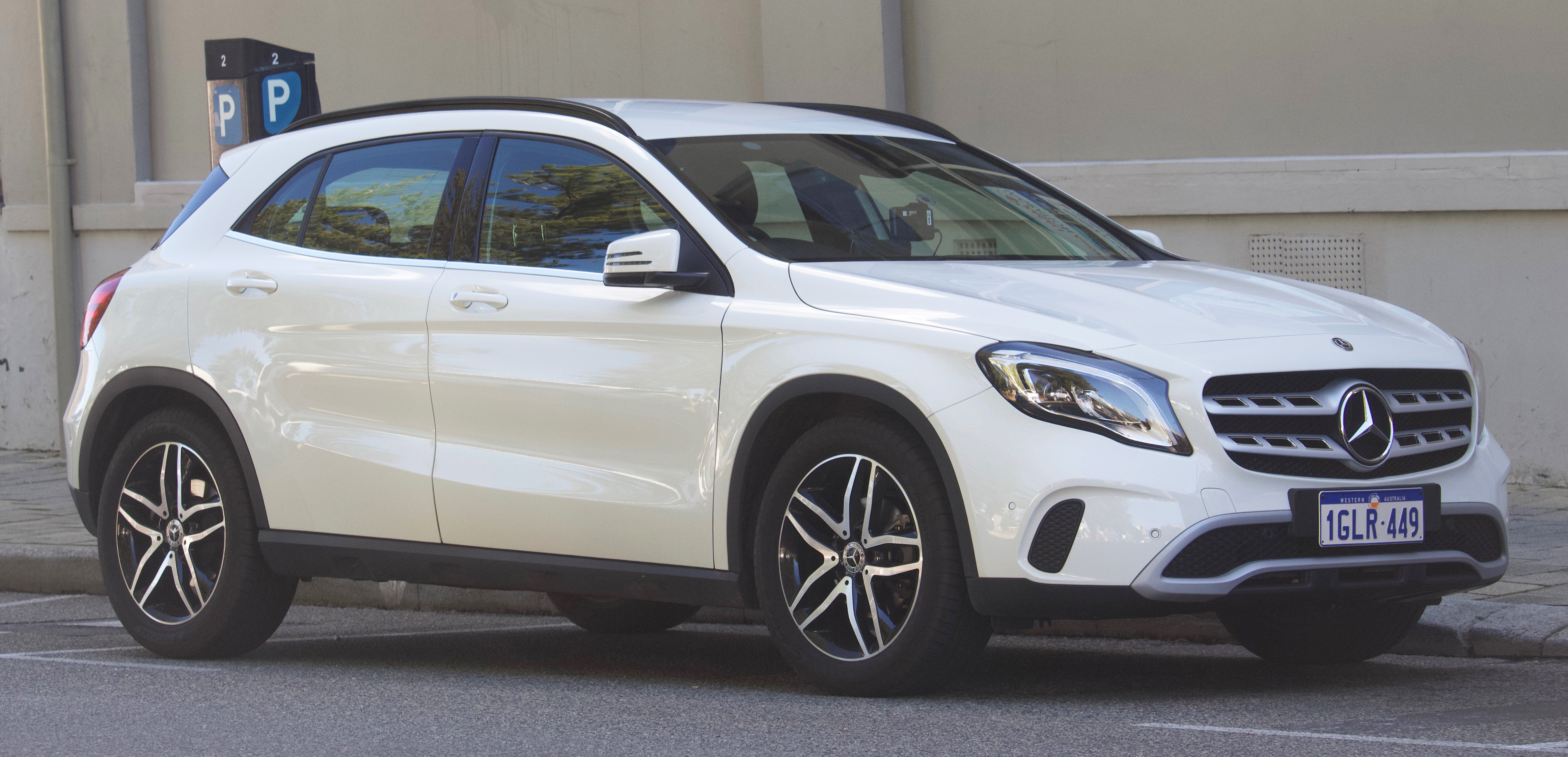
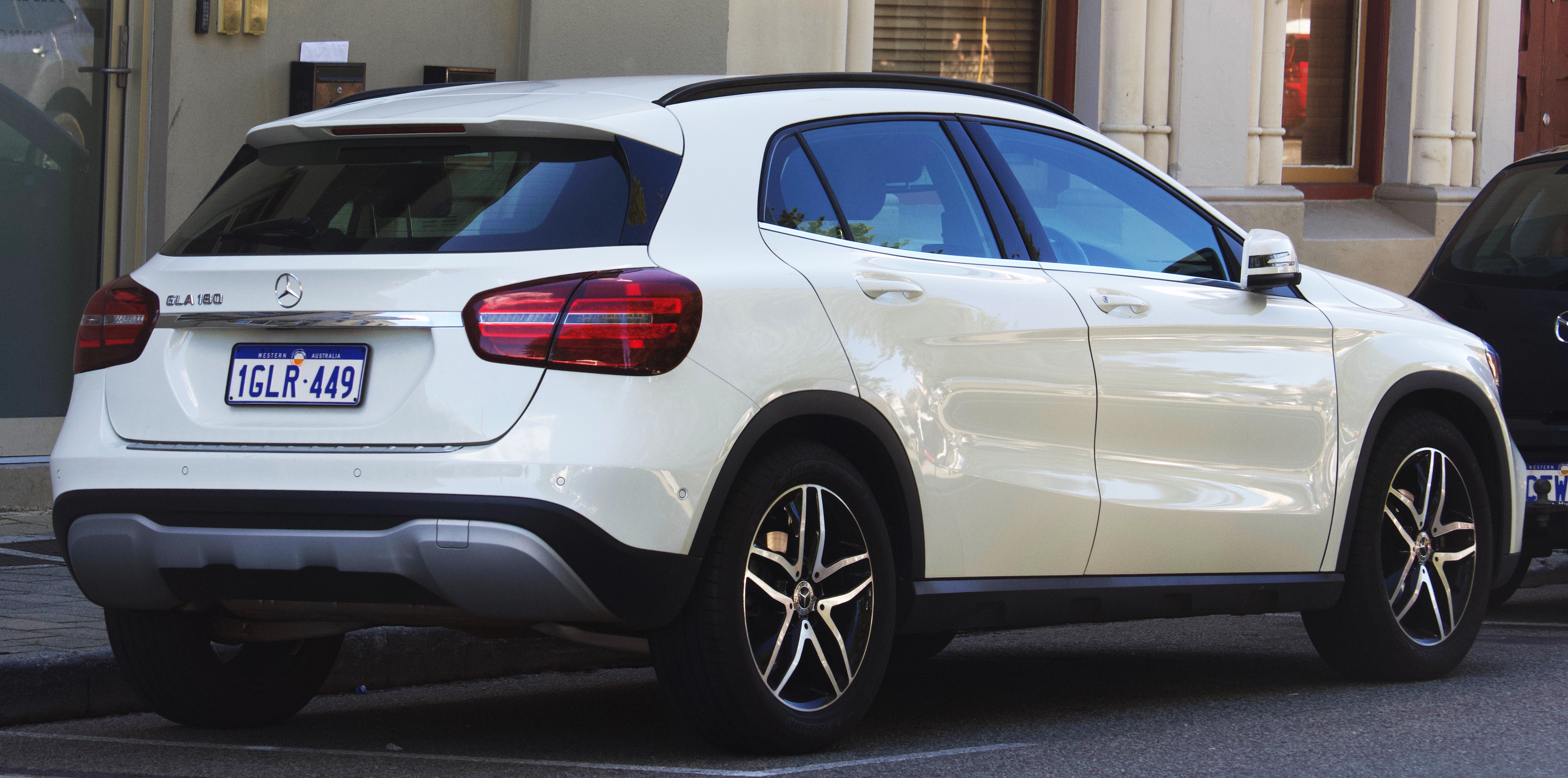

## Les différentes versions
Légende couleur : Essence ; Diesel

### Version spécifiques
AMG
- Voir : Mercedes-AMG Type 156.

### Les séries spéciales
Edition 1
GLA 45 AMG "Edition 1"
- Voir : Mercedes-AMG Type 156.

Activity Edition

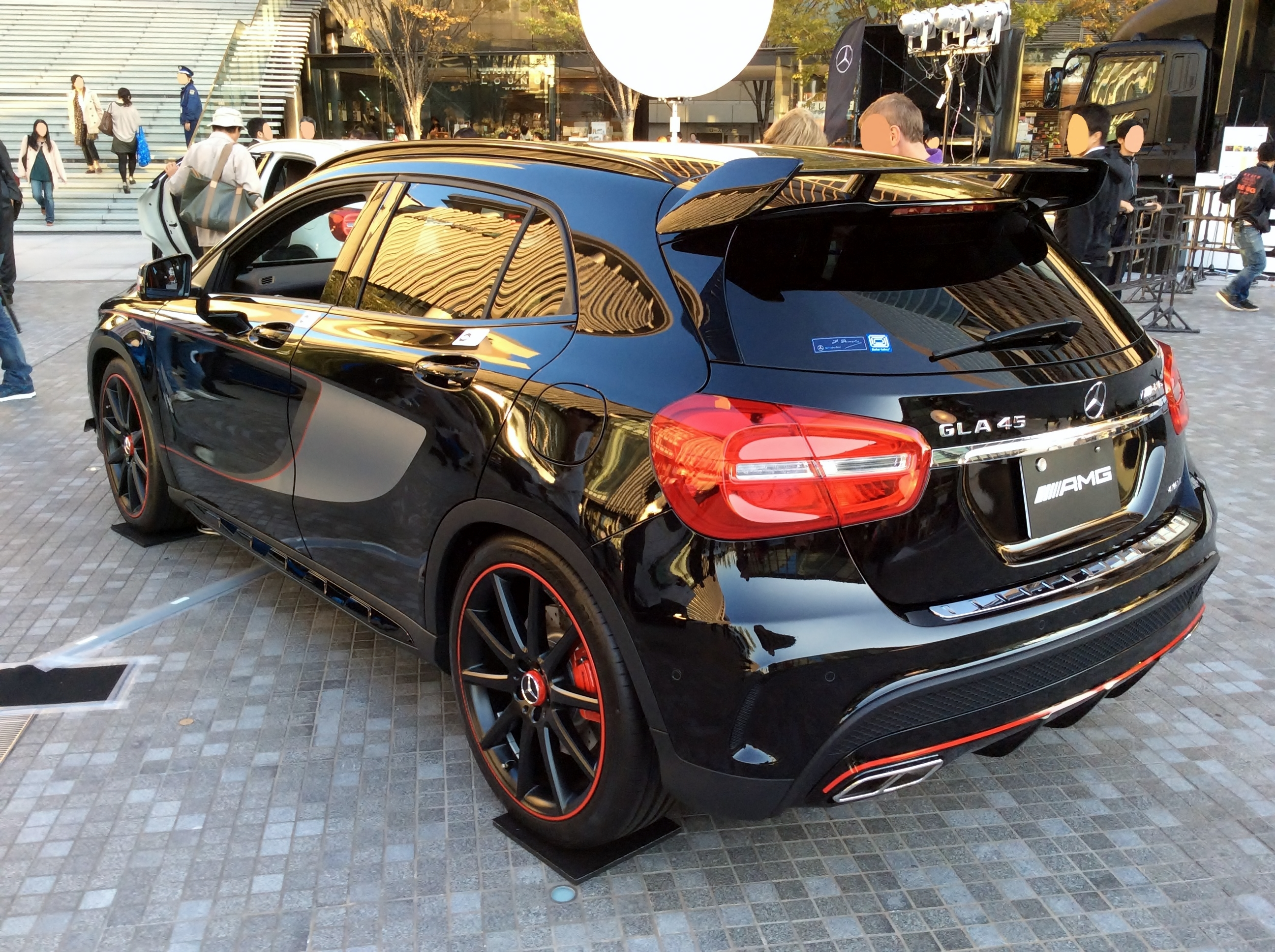
A 45 AMG "Edition 1".

Cette version est disponible sur toutes les X156 (à l’exception des AMG) avec la finition Sensation. Produites dès avril 2016 et limitée à 1 200 exemplaires.

## Caractéristiques

### Motorisations
La Type 156 est disponible avec sept motorisations différentes de quatre cylindres lors de son lancement (trois essence et quatre diesel). Elle en a ensuite neuf de disponible dont quatre en essence et cinq en diesel.
- Du côté des moteurs essence : 
  - le M 270 quatre cylindres en ligne à injection directe de 1,6 litre avec turbocompresseur faisant 122 ch. Disponible sur la GLA 180.
  - le M 270 quatre cylindres en ligne à injection directe de 1,6 litre avec turbocompresseur faisant 156 ch. Disponible sur la GLA 200.
  - le M 270 quatre cylindres en ligne à injection directe de 2,0 litres avec turbocompresseur faisant 184 ch. Disponible sur la GLA 220.
  - le M 270 quatre cylindres en ligne à injection directe de 2,0 litres avec turbocompresseur faisant 211 ch. Disponible sur les GLA 250.

- Du côté des moteurs diesel : 
  - le OM 607 quatre cylindres en ligne à injection directe Common Rail de 1,5 litre avec turbocompresseur faisant 106 ch. Disponible sur la GLA 180 CDI.
  - le OM651 quatre cylindres en ligne à injection directe Common Rail de 1,8 litre avec turbocompresseur faisant 136 ch. Disponible sur les GLA 200 CDI.
  - le OM651 quatre cylindres en ligne à injection directe Common Rail de 2,1 litres avec turbocompresseur faisant 170 ch. Disponible sur les GLA 220 CDI.

Tous les moteurs sont conformes à la norme anti-pollution Euro 6.
| Modèle                               | Construction       | Moteur + Nom                             | Cylindrée         | Performance                    | Couple                     | 0 à 100 km/h | Vitesse maximale | Consommation + CO2                |
| ------------------------------------ | ------------------ | ---------------------------------------- | ----------------- | ------------------------------ | -------------------------- | ------------ | ---------------- | --------------------------------- |
| GLA 180 (boite méca. 6 ou auto. 7)   | 02/2015 - .../2020 | 4 cylindres en ligne M 270 DE 16 AL red. | 1 595 cm3 (1,6 L) | 90 kW (122 ch) à 5 000 tr/min  | 200 N à 1 250-4 000 tr/min | 9,3 s        | 200 km/h         | 5,7 - 6,0 L/100 km 133 - 138 g/km |
| GLA 200 (boite méca. 6 ou auto. 7)   | 12/2013 - .../2020 | 4 cylindres en ligne M 270 DE 16 AL      | 1 595 cm3 (1,6 L) | 115 kW (156 ch) à 5 300 tr/min | 250 N à 1 250-4 000 tr/min | 8,9 s        | 215 km/h         | 5,8 L/100 km 137 - 139 g/km       |
| GLA 220 4MATIC (boite automatique 7) | 01/2017 - .../2020 | 4 cylindres en ligne M 270 DE 20 AL      | 1 991 cm3 (2,0 L) | 135 kW (184 ch) à 5 500 tr/min | 300 N à 1 200-4 000 tr/min | 7,1 s        | 230 km/h         | 6,5 - 6,6 L/100 km 152 - 155 g/km |
| GLA 250 (boite automatique 7)        | 12/2013 - .../2020 | 4 cylindres en ligne M 270 DE 20 AL      | 1 991 cm3 (2,0 L) | 155 kW (211 ch) à 5 500 tr/min | 350 N à 1 200-4 000 tr/min | 6,6 s        | 235 km/h         | 6,0 L/100 km 141 - 143 g/km       |
| GLA 250 4MATIC (boite automatique 7) | 12/2013 - .../2020 | 4 cylindres en ligne M 270 DE 20 AL      | 1 991 cm3 (2,0 L) | 155 kW (211 ch) à 5 500 tr/min | 350 N à 1 200-4 000 tr/min | 6,7 s        | 230 km/h         | 6,5 L/100 km 151 - 154 g/km       |

| Modèle                                       | Construction      | Moteur + Nom                         | Cylindrée         | Performance                          | Couple                     | 0 à 100 km/h | Vitesse maximale | Consommation + CO2                |
| -------------------------------------------- | ----------------- | ------------------------------------ | ----------------- | ------------------------------------ | -------------------------- | ------------ | ---------------- | --------------------------------- |
| GLA 180 CDI / d (boite méca. 6 ou auto. 7)   | 09/2014 - 05/2018 | 4 cylindres en ligne OM 607 DE 15 LA | 1 461 cm3 (1,5 L) | 80 kW (109 ch) à 4 000 tr/min        | 260 N à 1 750-2 500 tr/min | 12,0 s       | 190 km/h         | 4,0 L/100 km 105 g/km             |
| GLA 200 CDI / d (boite méca. 6 ou auto. 7)   | 12/2013 - 04/2019 | 4 cylindres en ligne OM651           | 2 143 cm3 (2,1 L) | 100 kW (136 ch) à 3 400-4 400 tr/min | 300 N à 1 400-3 000 tr/min | 10,0 s       | 205 km/h         | 4,3 - 4,5 L/100 km 114 - 119 g/km |
| GLA 200 CDI / d 4MATIC (boite automatique 7) | 12/2013 - 04/2019 | 4 cylindres en ligne OM 651          | 2 143 cm3 (2,1 L) | 100 kW (136 ch) à 3 400-4 400 tr/min | 300 N à 1 400-3 000 tr/min | 9,9 s        | 200 km/h         | 4,9 - 5,1 L/100 km 129 - 132 g/km |
| GLA 220 CDI / d (boite automatique 7)        | 12/2013 - 04/2019 | 4 cylindres en ligne OM 651          | 2 143 cm3 (2,1 L) | 125 kW (170 ch) à 3 400-4 400 tr/min | 350 N à 1 400-3 400 tr/min | 8,3 s        | 215 km/h         | 4,4 - 4,6 L/100 km 115 - 119 g/km |
| GLA 220 CDI / d 4MATIC (boite automatique 7) | 12/2013 - 04/2019 | 4 cylindres en ligne OM 651          | 2 143 cm3 (2,1 L) | 125 kW (170 ch) à 3 400-4 400 tr/min | 350 N à 1 400-3 400 tr/min | 8,3 s        | 215 km/h         | 4,9 - 5,1 L/100 km 129 - 132 g/km |

* : Les modèles diesel seront nommé CDI jusqu'en 01/2017 ; ils seront ensuite nommé d.

### Mécanique
La 156 est principalement équipée d'une boîte de vitesses automatique à 7 rapports nommée 7G-DCT. Elle peut également être équipée d'une boîte manuelle à 6 rapports.

### Finitions

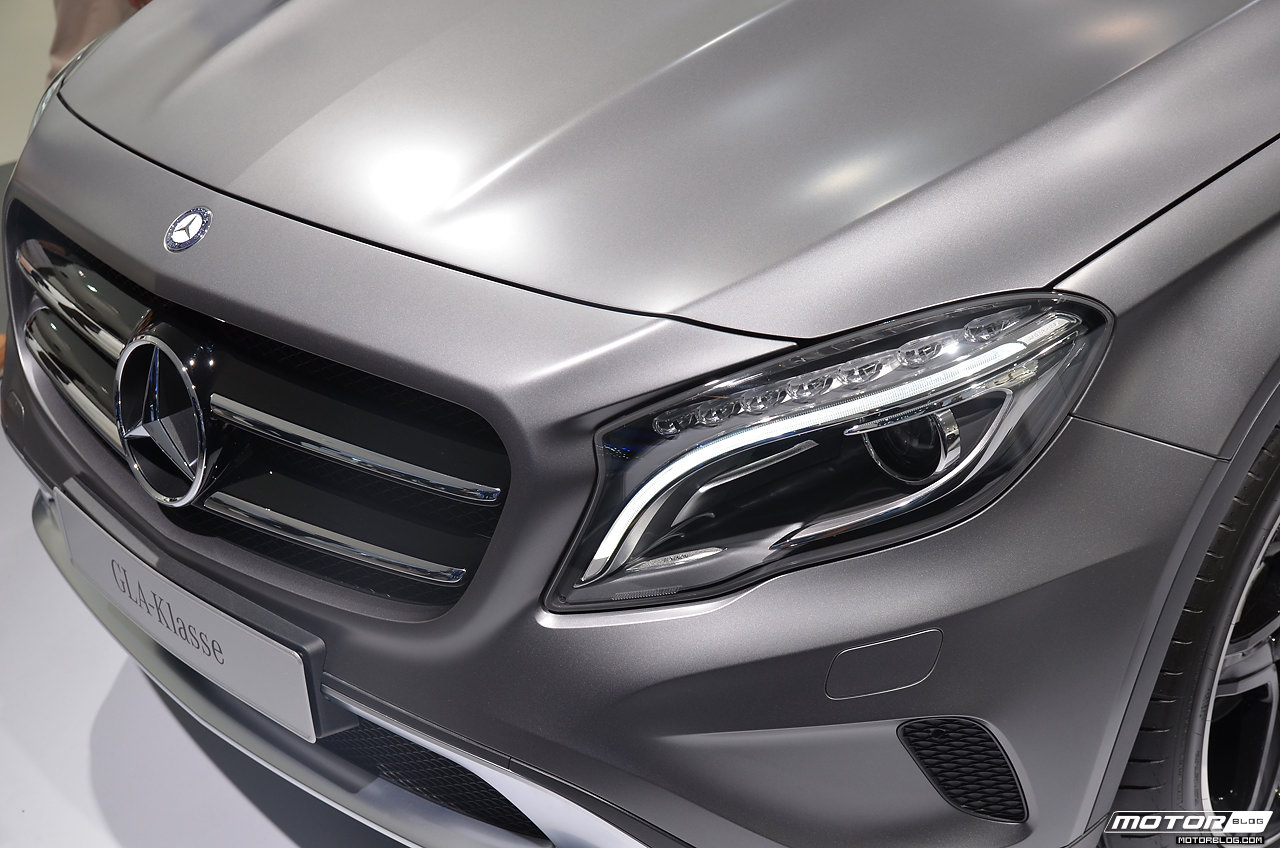

## Mercedes-AMG GLA (Type 156)
La Mercedes-AMG GLA Type 156 est un crossover sportif dérivé de la Mercedes-Benz Type 156.

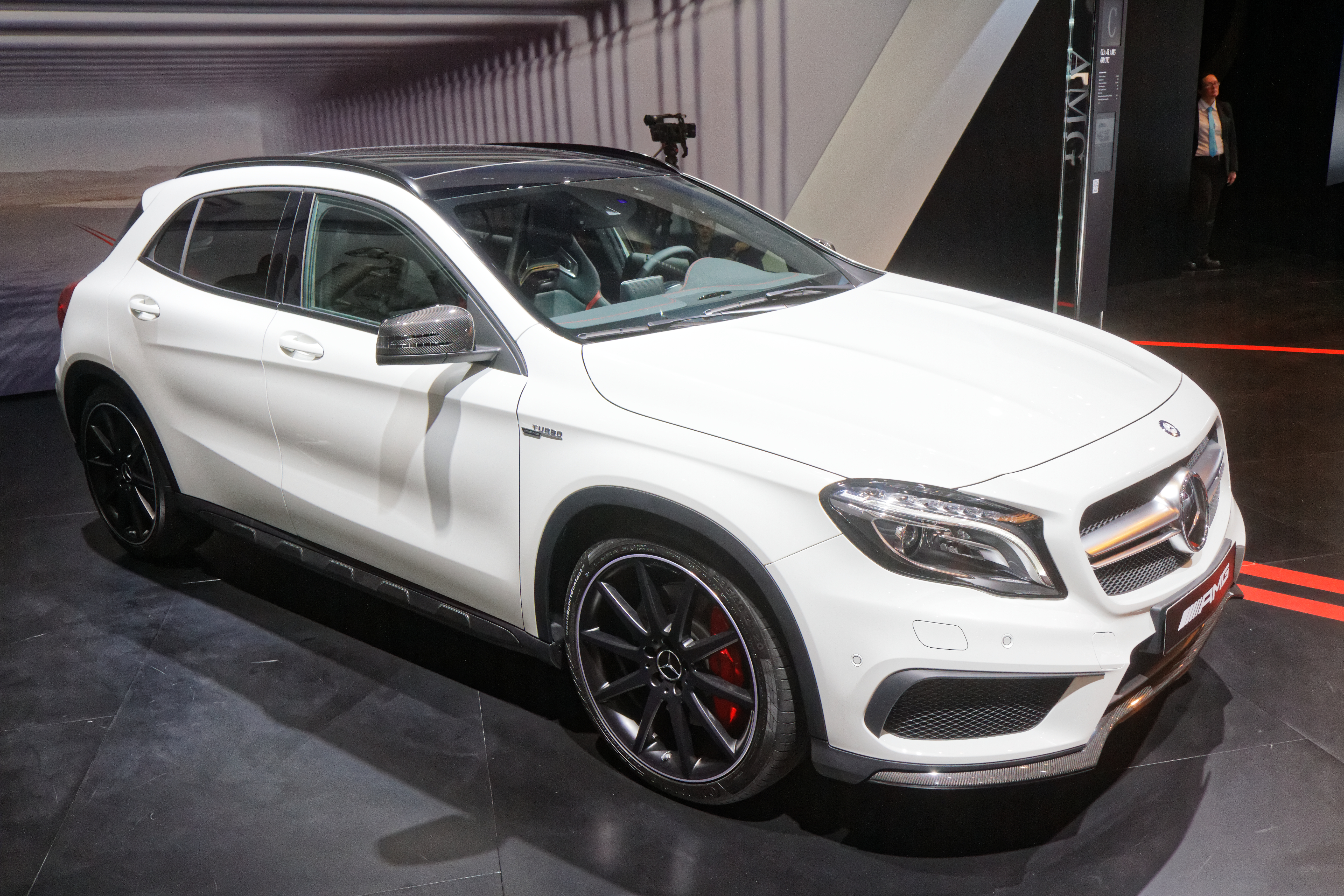
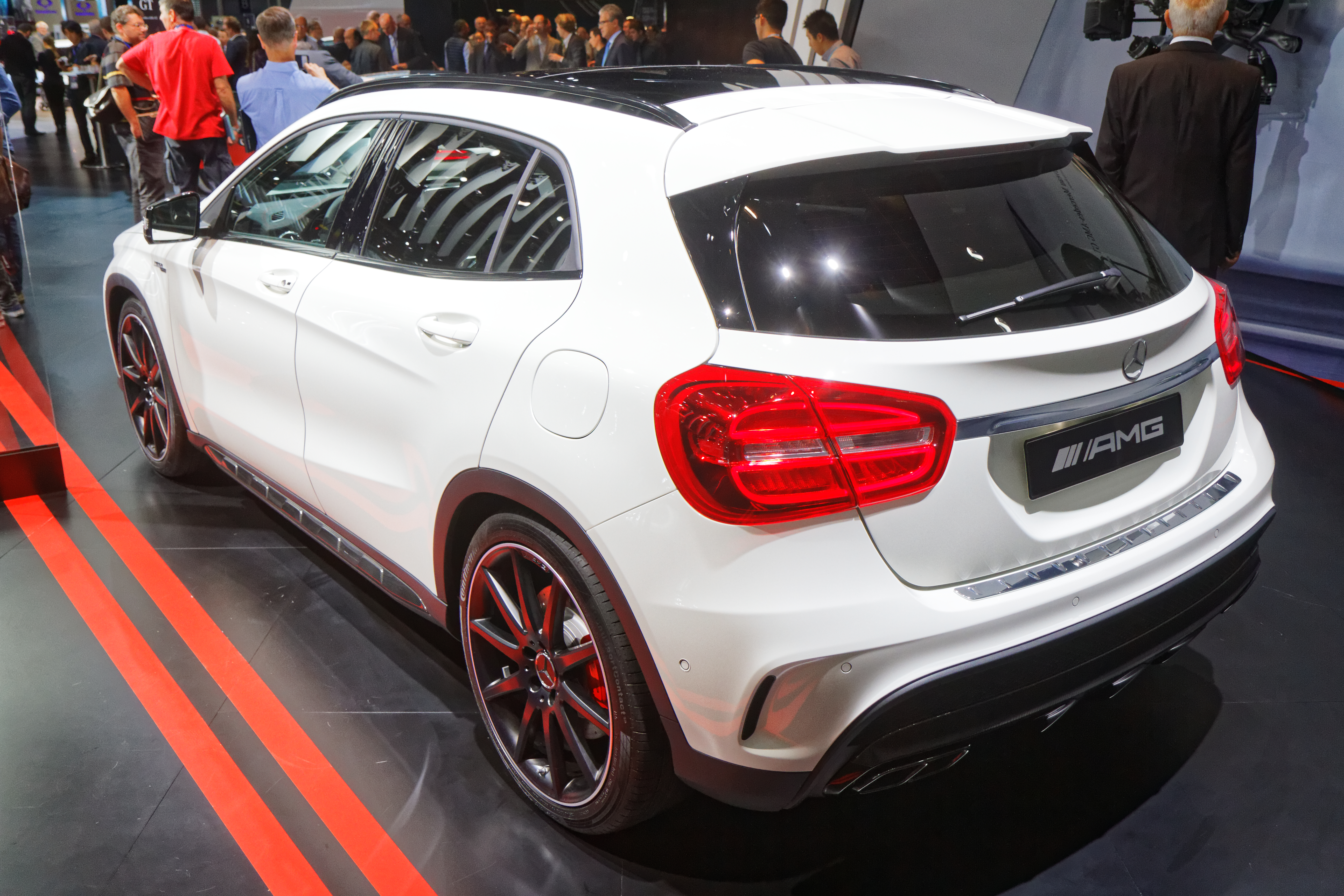

### Les différentes versions
- GLA 45 AMG (X156) : 2014 - 2015

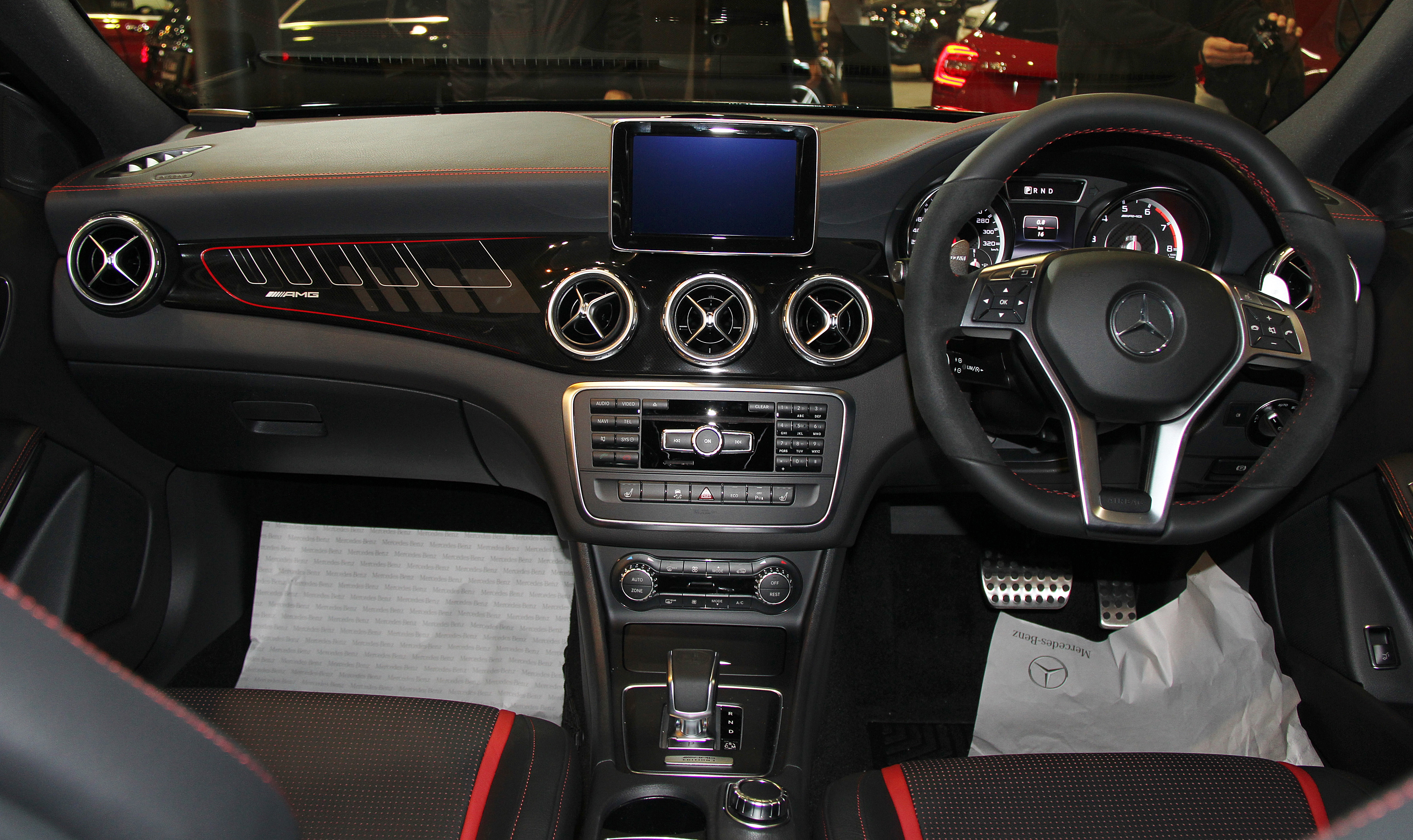

- GLA 45 AMG 4MATIC (X156) : 2015 - 2019

#### Séries spéciales
GLA 45 AMG "Edition 1"

Cette édition limitée est disponible uniquement sur la X156 AMG. Produite en 2014 uniquement.

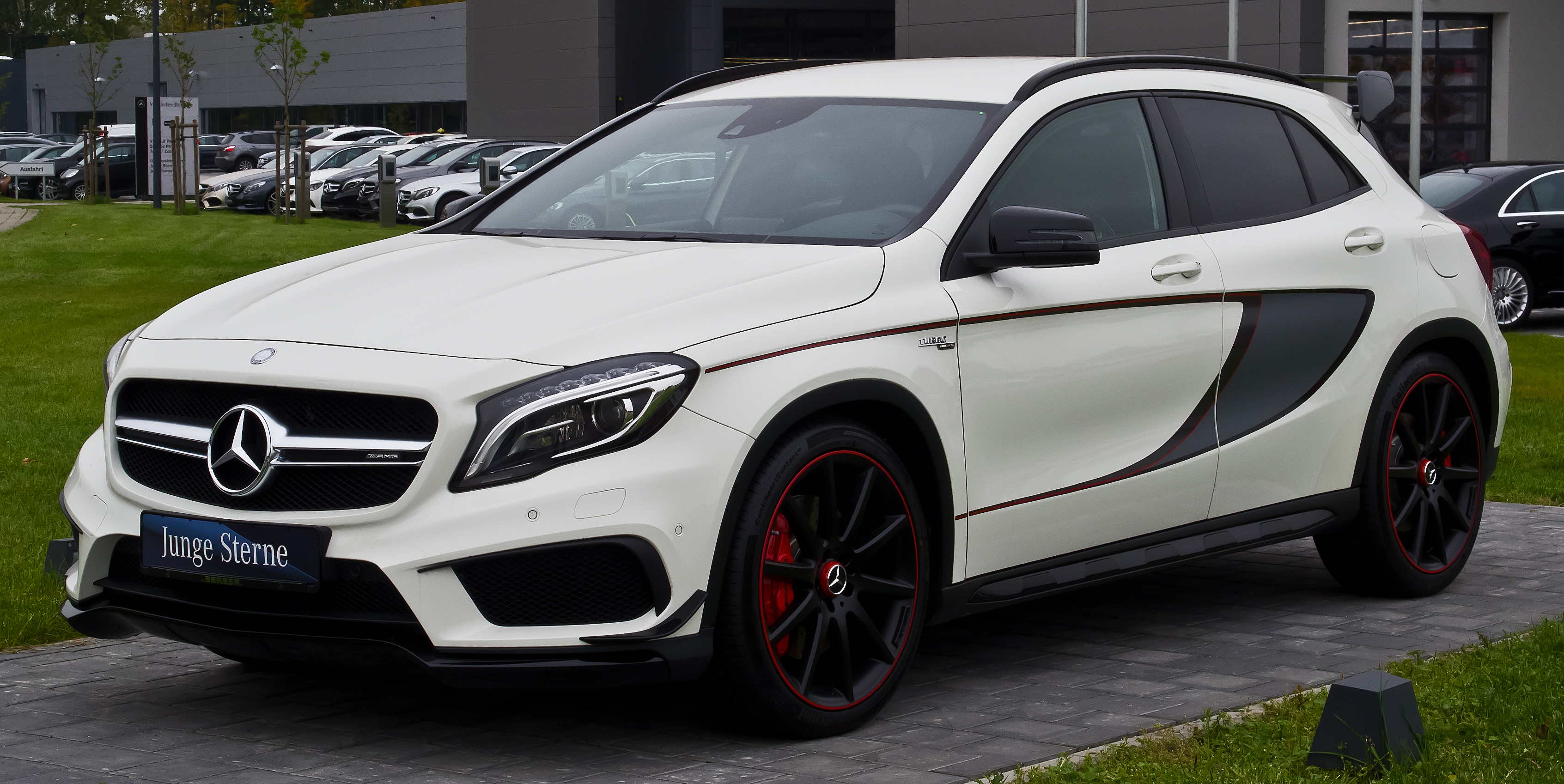
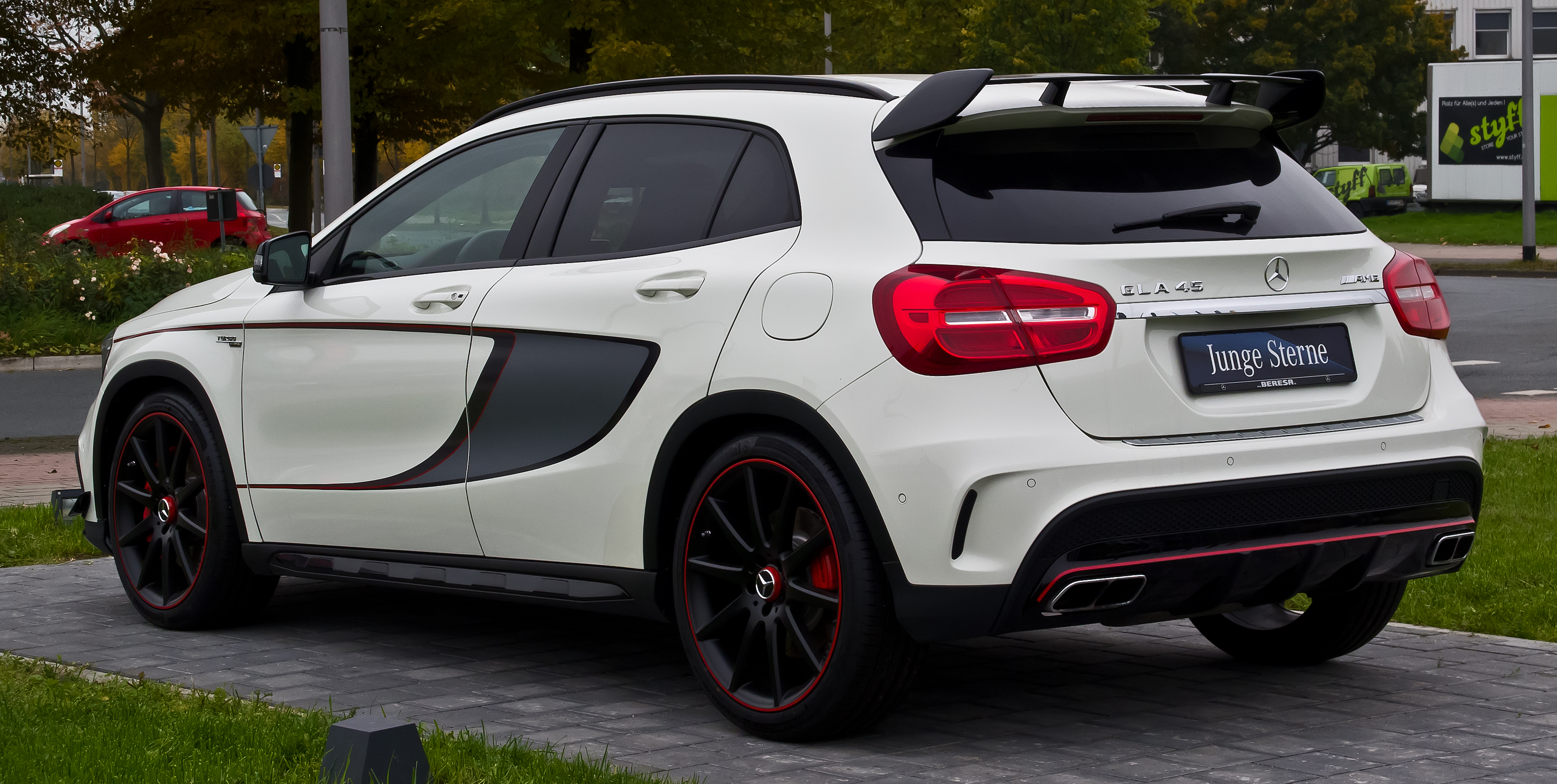

### Mécanique
La 156 AMG est équipé d'une boîte de vitesses automatique à 7 rapports nommé 7G-DCT.

#### Motorisations
La Type 156 AMG à possède deux motorisations différentes de quatre cylindres en essence uniquement.
- le M 133 quatre cylindres en ligne à injection directe de 2,0 litres avec turbocompresseur faisant 265 kW (360 ch). Disponible sur la GLA 45 AMG.

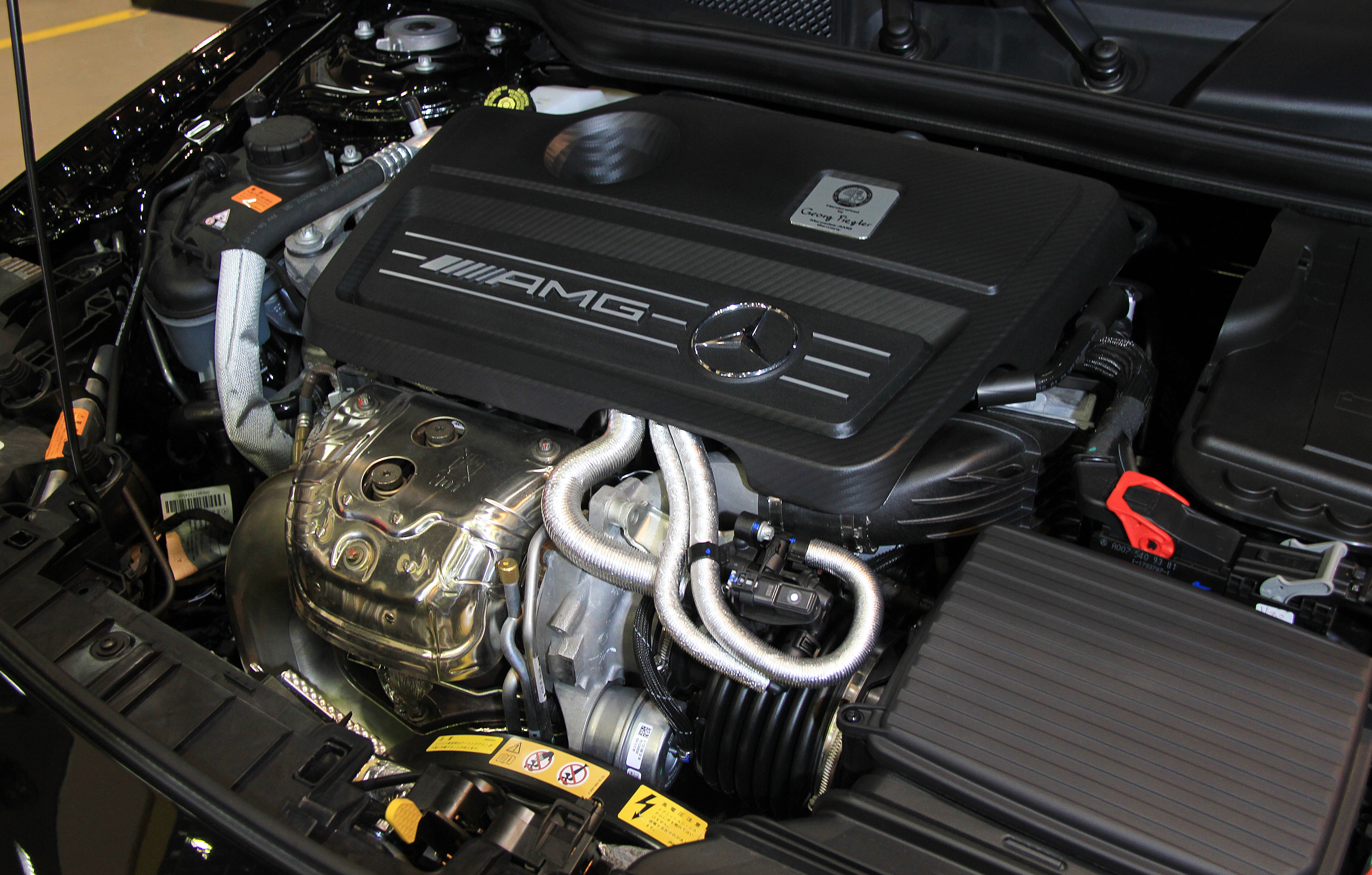
Moteur M 133.

- le M 133 quatre cylindres en ligne à injection directe de 2,0 litres avec turbocompresseur faisant 280 kW (381 ch). Disponible sur la GLA 45 AMG 4MATIC.

| Modèle                                  | Construction      | Moteur + Nom               | Cylindrée         | Performance                   | Couple                     | 0 à 100 km/h | Vitesse maximale | Consommation + CO2    |
| --------------------------------------- | ----------------- | -------------------------- | ----------------- | ----------------------------- | -------------------------- | ------------ | ---------------- | --------------------- |
| GLA 45 AMG (boite automatique 7)        | 07/2014 - 08/2015 | 4 cylindres en ligne M 133 | 1 991 cm3 (2,0 L) | 265 kW (360 ch) à 6000 tr/min | 450 N m à 2250–5000 tr/min | 4,8 s        | 250 km/h*        | 7,5 l/100 km 175 g/km |
| GLA 45 AMG 4MATIC (boite automatique 7) | 09/2015 - 04/2019 | 4 cylindres en ligne M 133 | 1 991 cm3 (2,0 L) | 280 kW (381 ch) à 6000 tr/min | 475 N m à 2250–5000 tr/min | 4,4 s        | 250 km/h*        | 7,4 l/100 km 172 g/km |

* : limitée électroniquement.

## Concept GLA-Class
Le Concept GLA-Class est un concept-car à cinq portes dévoilé au salon de Shanghai 2013 préfigurant le futur GLA qui est commercialisé un an après.